# Pseudagrion commoniae
Pseudagrion commoniae är en trollsländeart. Pseudagrion commoniae ingår i släktet Pseudagrion och familjen dammflicksländor. IUCN kategoriserar arten globalt som livskraftig.

## Underarter
Arten delas in i följande underarter:
- P. c. commoniae
- P. c. nigerrimum